# Danh sách giải thưởng và đề cử của Linkin Park
Linkin Park là một ban nhạc rock người Mỹ đến từ Agoura Hills, California. Ban đầu ban nhạc bao gồm 3 người bạn cao học, nền tảng của Linkin Park do Mike Shinoda và Brad Delson cùng với Rob Bourdon xây dựng nên. Sau khi tốt nghiệp cao học, những người gốc California bắt đầu xem trọng sở thích âm nhạc của họ hơn, họ đã tuyển mộ Joe Hahn, Dave "Phoenix" Farrell và Mark Wakefield vào ban nhạc của họ sau đó có tên Xero. Mặc dù hạn chế về nguồn lực, ban nhạc đã bắt đầu thu âm và sản xuất các bài hát trong phòng ngủ tạm bợ của Shinoda vào năm 1996.  Tuy nhiên, sau khi họ không đạt được một hợp đồng thu âm nào, sự căng thẳng và chán nản trong ban nhạc ngày càng tăng,  và việc không đạt được thành công cũng như sự bế tắc đã khiến Wakefield, lúc đó là giọng ca của ban nhạc, rời khỏi ban nhạc để tìm kiếm các dự án khác.
Linkin Park phát hành album đầu tay Hybrid Theory vào ngày 24 tháng 10 năm 2000. Năm 2002, ban nhạc đã giành được giải Grammy cho Màn trình diễn Hard Rock hay nhất. Album thứ hai Meteora của Linkin Park đã bán được hơn 800.000 bản trong tuần đầu tiên, và nó được xếp hạng là album bán chạy nhất trên bảng xếp hạng Billboard vào thời điểm đó. "Breaking the Habit", một đĩa đơn trong album, đã giành được giải thưởng MTV Châu Á. "Somewhere I Belong", cũng nằm trong Meteora, đã giành được giải MTV Video Music Award. Sau thành công của Meteora, ban nhạc đã tạm nghỉ việc sáng tác album phòng thu mới trong vài năm. Linkin Park tiếp tục lưu diễn và hoạt động trong các dự án phụ; cùng thời điểm đó, Bennington góp mặt trong State of the Art của DJ Lethal và hoạt động cùng với Dead By Sunrise, trong khi Shinoda hoạt động cùng với Depeche Mode. Năm 2004, ban nhạc hợp tác với Jay-Z để sản xuất một album mang tên Collision Course; "Numb / Encore", một đĩa đơn trong album, đã giành được giải Grammy vào năm sau. Album tiếp theo của Linkin Park Minutes To Midnight được phát hành vào năm 2007 mặc dù ban đầu được thông báo rằng sẽ ra mắt vào năm 2006. Album đã được đề cử cho Giải thưởng TMF vào năm 2007, còn "What I'm Done", một đĩa đơn trong album, được đề cử cho Giải Video Âm nhạc của MTV. Linkin Park đã chiến thắng ở hạng mục Nghệ sĩ quốc tế được yêu thích nhất của châu Á tại Lễ trao giải MTV châu Á năm 2008. Tổng cộng, Linkin Park đã nhận được tổng cộng 69 giải thưởng từ 197 đề cử.

## Giải thưởng Lãnh đạo Toàn cầu của LHQ
Linkin Park được biết đến với việc chơi rock vì triết lý tốt đẹp, và vào ngày 8 tháng 11 năm 2011, ban nhạc đã được trao giải cho những nỗ lực của họ với Giải thưởng Lãnh đạo Toàn cầu tại Bữa tối Trao giải thưởng Lãnh đạo Toàn cầu Mỹ của Quỹ LHQ và Ủy ban LHQ.
Linkin Park đã thành lập tổ chức phi lợi nhuận 'Music for Relief' của họ vào năm 2005 và khuyến khích cộng đồng âm nhạc cũng như người hâm mộ của họ tham gia nâng cao nhận thức và gây quỹ để giúp đỡ những người cần cứu trợ trên khắp thế giới, với trọng tâm là những nạn nhân chịu tác động của thiên tai.
LHQ đã vinh danh ban nhạc vì những nỗ lực của họ, trong đó có việc quyên góp được hơn 500.000$ cho tổ chức 'Save the Children' (Cứu giúp Trẻ em) cũng như những trẻ em bị ảnh hưởng bởi động đất và sóng thần ở Nhật Bản.
Khi nhận giải thưởng, Linkin Park cũng tiết lộ triết lý mới nhất của họ, đó là cam kết hỗ trợ chiến dịch 'Sustainable Energy for All' (Năng lượng bền vững cho tất cả mọi người) thông qua sáng kiến của họ 'Power the World' (Cung cấp Năng lượng cho Thế giới).

## Giải thưởng Âm nhạc Hoa Kỳ
Giải thưởng Âm nhạc Hoa Kỳ được trao cho những thành tựu xuất sắc trong ngành công nghiệp thu âm. Linkin Park đã nhận được 6 giải thưởng từ 10 đề cử.
| Năm             | Đề cử / Tác phẩm    | Giải thưởng                                   | Kết quả   |
| --------------- | ------------------- | --------------------------------------------- | --------- |
| 2003 (Tháng 1)  | Linkin Park         | Nghệ sĩ Alternative Yêu thích                 | Đề cử     |
| 2003 (Tháng 1)  | Linkin Park         | Ban nhạc/Song ca/Nhóm nhạc Pop/Rock Yêu thích | Đề cử     |
| 2003 (Tháng 11) | Linkin Park         | Nghệ sĩ Alternative Yêu thích                 | Đoạt giải |
| 2004            | Linkin Park         | Nghệ sĩ Alternative Yêu thích                 | Đoạt giải |
| 2007            | Linkin Park         | Nghệ sĩ Alternative Yêu thích                 | Đoạt giải |
| 2007            | Linkin Park         | Ban nhạc/Song ca/Nhóm nhạc Pop/Rock Yêu thích | Đề cử     |
| 2007            | Minutes To Midnight | Album Pop/Rock Yêu thích                      | Đề cử     |
| 2008            | Linkin Park         | Nghệ sĩ Alternative Yêu thích                 | Đoạt giải |
| 2012            | Linkin Park         | Nghệ sĩ Alternative Yêu thích                 | Đoạt giải |
| 2017            | Linkin Park         | Nghệ sĩ Alternative Yêu thích                 | Đoạt giải |

## Giải thưởng Âm nhạc Billboard
Giải thưởng Âm nhạc Billboard, được tài trợ bởi tạp chí Billboard là một trong nhiều lễ trao giải âm nhạc hàng năm của Hoa Kỳ. Linkin Park được đề cử 6 giải trong buổi lễ năm 2011.
| Năm  | Đề cử / Tác phẩm         | Giải thưởng                            | Kết quả   |
| ---- | ------------------------ | -------------------------------------- | --------- |
| 2001 | Linkin Park              | Nghệ sĩ Rock Hiện đại của Năm          | Đoạt giải |
| 2001 | Linkin Park              | Nghệ sĩ Rock của Năm                   | Đề cử     |
| 2001 | Linkin Park              | Nghệ sĩ Mới của Năm                    | Đề cử     |
| 2002 | Linkin Park              | Nghệ sĩ Song ca hoặc Nhóm nhạc của Năm | Đề cử     |
| 2002 | "In the End"             | Bài hát Rock Hiện đại của Năm          | Đề cử     |
| 2003 | Linkin Park              | Nghệ sĩ Song ca hoặc Nhóm nhạc của Năm | Đề cử     |
| 2003 | Linkin Park              | Nghệ sĩ Rock Hiện đại của Năm          | Đoạt giải |
| 2004 | Linkin Park              | Nghệ sĩ Song ca hoặc Nhóm nhạc của Năm | Đề cử     |
| 2011 | Linkin Park              | Song ca/Nhóm nhạc Hàng đầu             | Đề cử     |
| 2011 | Linkin Park              | Nghệ sĩ Rock Hàng đầu                  | Đề cử     |
| 2011 | Linkin Park              | Nghệ sĩ Alternative Hàng đầu           | Đề cử     |
| 2011 | A Thousand Suns          | Album Rock Hàng đầu                    | Đề cử     |
| 2011 | A Thousand Suns          | Album Alternative Hàng đầu             | Đề cử     |
| 2011 | "Waiting for the End"    | Bài hát Alternative Hàng đầu           | Đề cử     |
| 2018 | Linkin Park              | Nghệ sĩ Rock Hàng đầu                  | Đề cử     |
| 2018 | One More Light           | Album Rock Hàng đầu                    | Đề cử     |
| 2018 | "Heavy" (góp mặt Kiiara) | Bài hát Rock Hàng đầu                  | Đề cử     |

## Giải thưởng Grammy
Giải Grammy được trao hàng năm bởi Viện Hàn lâm Khoa học và Nghệ thuật Ghi âm Quốc gia. Linkin Park đã nhận được 2 giải thưởng từ 6 đề cử.
| Năm  | Đề cử / Tác phẩm                                             | Giải thưởng                           | Kết quả   |
| ---- | ------------------------------------------------------------ | ------------------------------------- | --------- |
| 2002 | "Crawling"                                                   | Trình diễn Hard Rock Xuất sắc nhất    | Đoạt giải |
| 2002 | Hybrid Theory                                                | Album Rock Xuất sắc nhất              | Đề cử     |
| 2002 | Linkin Park                                                  | Nghệ sĩ Mới Xuất sắc nhất             | Đề cử     |
| 2004 | "Session"                                                    | Trình diễn Nhạc cụ Rock Xuất sắc nhất | Đề cử     |
| 2006 | "Numb/Encore" (với Jay-Z)                                    | Hợp tác Rap/Hát Xuất sắc nhất         | Đoạt giải |
| 2010 | "What I've Done" (Road To Revolution: Live At Milton Keynes) | Trình diễn Hard Rock Xuất sắc nhất    | Đề cử     |

## Giải thưởng Âm nhạc iHeartRadio
Giải thưởng Âm nhạc iHeartRadio là một chương trình trao giải âm nhạc quốc tế do iHeartRadio thành lập vào năm 2014. Linkin Park đã nhận được 1 giải thưởng từ 1 đề cử.
| Năm  | Đề cử / Tác phẩm | Giải thưởng        | Kết quả   |
| ---- | ---------------- | ------------------ | --------- |
| 2018 | One More Light   | Album Rock của Năm | Đoạt giải |

## Giải thưởng MTV

### Giải thưởng Âm nhạc MTV Châu Âu
Giải thưởng Âm nhạc MTV Châu Âu được MTV Châu Âu thành lập vào năm 1994 để tôn vinh những video âm nhạc nổi tiếng nhất ở Châu Âu. Linkin Park đã nhận được 9 giải thưởng từ 22 đề cử.
| Năm  | Đề cử / Tác phẩm    | Giải thưởng                                | Kết quả   |
| ---- | ------------------- | ------------------------------------------ | --------- |
| 2001 | Linkin Park         | Nghệ sĩ Rock Xuất sắc nhất                 | Đề cử     |
| 2002 | Linkin Park         | Nghệ sĩ Hard Rock Xuất sắc nhất            | Đoạt giải |
| 2002 | Linkin Park         | Nhóm nhạc Xuất sắc nhất                    | Đoạt giải |
| 2002 | www.linkinpark.com  | Giải thưởng Web                            | Đề cử     |
| 2003 | Linkin Park         | Nghệ sĩ Rock Xuất sắc nhất                 | Đề cử     |
| 2004 | Linkin Park         | Nghệ sĩ Rock Xuất sắc nhất                 | Đoạt giải |
| 2007 | Linkin Park         | Nhóm nhạc Xuất sắc nhất                    | Đoạt giải |
| 2007 | Linkin Park         | Rock Out                                   | Đề cử     |
| 2007 | Minutes To Midnight | Album của Năm                              | Đề cử     |
| 2008 | Linkin Park         | Rock Out                                   | Đề cử     |
| 2008 | Linkin Park         | Headliner                                  | Đề cử     |
| 2009 | Linkin Park         | Nghệ sĩ Rock Xuất sắc nhất                 | Đề cử     |
| 2009 | Linkin Park         | Trình diễn Sân khấu Thế giới Xuất sắc nhất | Đoạt giải |
| 2010 | Linkin Park         | Trình diễn Trực tiếp Xuất sắc nhất         | Đoạt giải |
| 2010 | Linkin Park         | Nghệ sĩ Rock Xuất sắc nhất                 | Đề cử     |
| 2011 | Linkin Park         | Nghệ sĩ Rock Xuất sắc nhất                 | Đoạt giải |
| 2011 | Linkin Park         | Trình diễn Sân khấu Thế giới Xuất sắc nhất | Đề cử     |
| 2012 | Linkin Park         | Nghệ sĩ Rock Xuất sắc nhất                 | Đoạt giải |
| 2012 | Linkin Park         | Nghệ sĩ Bắc Mỹ Xuất sắc nhất               | Đề cử     |
| 2013 | Linkin Park         | Trình diễn Sân khấu Thế giới Xuất sắc nhất | Đoạt giải |
| 2014 | Linkin Park         | Trình diễn Sân khấu Thế giới Xuất sắc nhất | Đề cử     |
| 2014 | Linkin Park         | Nghệ sĩ Rock Xuất sắc nhất                 | Đoạt giải |

### Video Âm nhạc MTV Brazil
Video Âm nhạc MTV Brazil (VMB) là lễ trao giải thường niên của MTV Brazil, thành lập năm 1995. Linkin Park đã nhận 3 giải thưởng từ 4 đề cử, trở thành nghệ sĩ không phải người Brazil giành được nhiều giải nhất.
| Năm  | Đề cử / Tác phẩm                 | Giải thưởng                 | Kết quả   |
| ---- | -------------------------------- | --------------------------- | --------- |
| 2002 | "In the End"                     | Video Quốc tế Xuất sắc nhất | Đoạt giải |
| 2003 | "Somewhere I Belong"             | Video Quốc tế Xuất sắc nhất | Đoạt giải |
| 2004 | "Numb"                           | Video Quốc tế Xuất sắc nhất | Đoạt giải |
| 2005 | "Jigga What"/"Faint" (với Jay-Z) | Video Quốc tế Xuất sắc nhất | Đề cử     |

### Giải thưởng MTV Châu Á
Giải thưởng MTV Châu Á là lễ trao giải châu Á thường niên do mạng lưới truyền hình MTV thành lập năm 2002. Linkin Park đã nhận được 6 giải thưởng từ 8 đề cử.
| Năm  | Đề cử / Tác phẩm     | Giải thưởng                          | Kết quả   |
| ---- | -------------------- | ------------------------------------ | --------- |
| 2002 | Linkin Park          | Nghệ sĩ Đột phá Yêu thích            | Đoạt giải |
| 2002 | Linkin Park          | Nghệ sĩ Rock Yêu thích               | Đề cử     |
| 2003 | "Pts.OF.Athrty"      | Video Yêu thích                      | Đoạt giải |
| 2003 | Linkin Park          | Nghệ sĩ Rock Yêu thích               | Đoạt giải |
| 2004 | "Somewhere I Belong" | Video Yêu thích                      | Đoạt giải |
| 2004 | Linkin Park          | Nghệ sĩ Rock Yêu thích               | Đoạt giải |
| 2008 | Linkin Park          | Nghệ sĩ Quốc tế Yêu thích của Châu Á | Đoạt giải |
| 2008 | Linkin Park          | Bring Da House Down                  | Đề cử     |

### Giải thưởng Video Âm nhạc MTV
Giải Video Âm nhạc của MTV đã được thành lập vào năm 1984 bởi MTV để vinh danh video âm nhạc hàng đầu của năm. Linkin Park đã nhận được 4 giải thưởng từ 19 đề cử.
| Năm  | Đề cử / Tác phẩm      | Giải thưởng                       | Kết quả   |
| ---- | --------------------- | --------------------------------- | --------- |
| 2001 | "Crawling"            | Đạo diễn Video Xuất sắc nhất      | Đề cử     |
| 2001 | "Crawling"            | Video Rock Xuất sắc nhất          | Đề cử     |
| 2002 | "In the End"          | Video Rock Xuất sắc nhất          | Đoạt giải |
| 2002 | "In the End"          | Video của Năm                     | Đề cử     |
| 2002 | "In the End"          | Video Nhóm nhạc Xuất sắc nhất     | Đề cử     |
| 2003 | "Somewhere I Belong"  | Video Rock Xuất sắc nhất          | Đoạt giải |
| 2004 | "Breaking the Habit"  | Giải thưởng Lựa chọn của Khán giả | Đoạt giải |
| 2004 | "Breaking the Habit"  | Video Rock Xuất sắc nhất          | Đề cử     |
| 2007 | "What I've Done"      | Biên tập Video Xuất sắc nhất      | Đề cử     |
| 2007 | "What I've Done"      | Đạo diễn Xuất sắc nhất            | Đề cử     |
| 2007 | Linkin Park           | Nhóm nhạc Xuất sắc nhất           | Đề cử     |
| 2008 | "Shadow of the Day"   | Video Rock Xuất sắc nhất          | Đoạt giải |
| 2008 | "Shadow of the Day"   | Đạo diễn Xuất sắc nhất            | Đề cử     |
| 2008 | "Bleed It Out"        | Hiệu ứng Đặc biệt Xuất sắc nhất   | Đề cử     |
| 2011 | "Waiting for the End" | Hiệu ứng Đặc biệt Xuất sắc nhất   | Đề cử     |
| 2012 | "Burn It Down"        | Video Rock Xuất sắc nhất          | Đề cử     |
| 2012 | "Burn It Down"        | Hiệu ứng Hình ảnh Xuất sắc nhất   | Đề cử     |
| 2014 | "Until It's Gone"     | Video Rock Xuất sắc nhất          | Đề cử     |
| 2018 | "One More Light"      | Nghệ sĩ Rock Xuất sắc nhất        | Đề cử     |

### Giải thưởng Video Âm nhạc MTV Nhật Bản
Giải Video Âm nhạc của MTV Nhật Bản là phiên bản Nhật Bản của Giải Video Âm nhạc MTV, được khởi động vào năm 2002 sau khi tách ra từ Giải MTV Châu Á.
| Năm  | Đề cử / Tác phẩm          | Giải thưởng                   | Kết quả   |
| ---- | ------------------------- | ----------------------------- | --------- |
| 2002 | Linkin Park               | Nghệ sĩ Mới Xuất sắc nhất     | Đề cử     |
| 2004 | "Somewhere I Belong"      | Video Rock Xuất sắc nhất      | Đề cử     |
| 2004 | Meteora                   | Album của Năm                 | Đề cử     |
| 2005 | "Breaking the Habit"      | Video Nhóm nhạc Xuất sắc nhất | Đoạt giải |
| 2005 | "Breaking the Habit"      | Video Rock Xuất sắc nhất      | Đề cử     |
| 2005 | "Numb/Encore" (với Jay-Z) | Hợp tác Xuất sắc nhất         | Đoạt giải |
| 2008 | "What I've Done"          | Video Rock Xuất sắc nhất      | Đề cử     |
| 2008 | "What I've Done"          | Video từ Phim Xuất sắc nhất   | Đề cử     |
| 2011 | A Thousand Suns           | Album của Năm                 | Đề cử     |
| 2011 | "The Catalyst"            | Video Nhóm nhạc Xuất sắc nhất | Đề cử     |
| 2011 | "The Catalyst"            | Video Rock Xuất sắc nhất      | Đề cử     |
| 2013 | Living Things             | Album của Năm                 | Đề cử     |

### Los Premios MTV Latinoamérica
Los Premios MTV Latinoamérica (Giải thưởng MTV Châu Mỹ Latinh) là phiên bản Mỹ Latinh của Giải thưởng Video Âm nhạc MTV. Nó được thành lập vào năm 2002 để vinh danh các video âm nhạc hàng đầu của năm ở Mỹ Latinh và thế giới.
| Năm  | Đề cử / Tác phẩm | Giải thưởng                          | Kết quả |
| ---- | ---------------- | ------------------------------------ | ------- |
| 2002 | Linkin Park      | Nghệ sĩ Mới Xuất sắc nhất — Quốc tế  | Đề cử   |
| 2002 | Linkin Park      | Nghệ sĩ Rock Xuất sắc nhất — Quốc tế | Đề cử   |
| 2003 | Linkin Park      | Nghệ sĩ Rock Xuất sắc nhất — Quốc tế | Đề cử   |
| 2009 | Linkin Park      | Nghệ sĩ Rock Xuất sắc nhất — Quốc tế | Đề cử   |

### Giải thưởng Âm nhạc Người hâm mộ của MTV
Giải Âm nhạc Người hâm mộ MTV là lễ trao giải thường niên được thành lập vào năm 2011 bởi mạng lưới truyền hình MTV. Linkin Park đã nhận được 2 đề cử trong năm 2011.
| Năm  | Đề cử / Tác phẩm | Giải thưởng                   | Kết quả |
| ---- | ---------------- | ----------------------------- | ------- |
| 2011 | "The Catalyst"   | Video Nhóm nhạc Xuất sắc nhất | Đề cử   |
| 2011 | Linkin Park      | Nhóm nhạc Xuất sắc nhất       | Đề cử   |

### Giải thưởng mtvU Woodie
Giải MtvU Woodie là một chương trình trao giải hàng năm được tài trợ bởi mtvU, một nhánh của Mạng lưới MTV. Linkin Park đã nhận được 2 đề cử.
| Năm  | Đề cử / Tác phẩm | Giải thưởng     | Kết quả |
| ---- | ---------------- | --------------- | ------- |
| 2007 | Linkin Park      | The Good Woodie | Đề cử   |
| 2007 | "What I've Done" | Viral Woodie    | Đề cử   |

### Giải thưởng Trò chơi MTV
Giải Trò chơi MTV là giải thưởng do kênh âm nhạc MTV trao cho trò chơi điện tử. Các đề cử được lựa chọn bởi một ban giám khảo bao gồm các nhà báo có tên tuổi và những game thủ chuyên nghiệp.
| Năm  | Đề cử / Tác phẩm | Giải thưởng                                      | Kết quả   |
| ---- | ---------------- | ------------------------------------------------ | --------- |
| 2011 | "Blackout"       | Bài hát Trò chơi Điện tử Xuất sắc nhất (FIFA 11) | Đoạt giải |

### Giải thưởng Âm nhạc O
Giải Âm nhạc O là một trong những giải thưởng lớn hàng năm do MTV thành lập nhằm tôn vinh nghệ thuật, sự sáng tạo, cá tính và công nghệ của âm nhạc trong không gian kỹ thuật số. Linkin Park đã nhận được 1 giải thưởng vào năm 2013.
| Năm  | Đề cử / Tác phẩm   | Giải thưởng                   | Kết quả   |
| ---- | ------------------ | ----------------------------- | --------- |
| 2013 | "Lost in the Echo" | Video Tương tác Xuất sắc nhất | Đoạt giải |

## Giải thưởng Echo
Giải thưởng Echo là sự kiện giải thưởng âm nhạc của Đức được tổ chức thường niên. Người thắng giải mỗi năm được xác định bởi doanh thu của năm trước. Linkin Park đã nhận được 4 giải thưởng từ 9 đề cử.
| Năm  | Đề cử / Tác phẩm                  | Giải thưởng                                      | Kết quả   |
| ---- | --------------------------------- | ------------------------------------------------ | --------- |
| 2002 | Linkin Park                       | Nghệ sĩ Quốc tế Mới đến của Năm                  | Đề cử     |
| 2002 | Linkin Park                       | Nghệ sĩ/Nhóm nhạc Quốc tế của Năm                | Đoạt giải |
| 2003 | Linkin Park                       | Nghệ sĩ/Nhóm nhạc Quốc tế của Năm                | Đề cử     |
| 2004 | Linkin Park                       | Nghệ sĩ/Nhóm nhạc Quốc tế của Năm                | Đề cử     |
| 2004 | Linkin Park                       | Nhóm nhạc Quốc tế của Năm                        | Đề cử     |
| 2008 | Minutes to Midnight               | Album Quốc tế/Trong nước của Năm                 | Đề cử     |
| 2008 | Linkin Park                       | Nhóm nhạc Quốc tế của Năm                        | Đoạt giải |
| 2011 | Linkin Park (cho A Thousand Suns) | Nhóm nhạc Rock\Alternative Quốc tế Xuất sắc nhất | Đoạt giải |
| 2013 | Linkin Park                       | Nhóm nhạc Rock\Alternative Quốc tế Xuất sắc nhất | Đoạt giải |
| 2015 | Linkin Park                       | Nhóm nhạc Rock/Alternative Quốc tế Xuất sắc nhất | Đề cử     |

## Giải thưởng Nickelodeon Kids' Choice
Giải Nickelodeon Kids' Choice là một giải thưởng thường niên được thành lập vào năm 1988 bởi Nickelodeon. Linkin Park đã nhận được 3 đề cử.
| Năm  | Đề cử / Tác phẩm | Giải thưởng         | Kết quả |
| ---- | ---------------- | ------------------- | ------- |
| 2008 | Linkin Park      | Nhóm nhạc Yêu thích | Đề cử   |
| 2009 | Linkin Park      | Nhóm nhạc Yêu thích | Đề cử   |
| 2010 | Linkin Park      | Nhóm nhạc Yêu thích | Đề cử   |

## Giải thưởng Video MuchMusic
Giải thưởng Video MuchMusic là một chương trình trao giải thường niên được truyền hình trực tiếp trên chương trình MuchMusic. Linkin Park đã nhận được 2 giải thưởng từ 2 đề cử.
| Năm  | Đề cử / Tác phẩm | Giải thưởng                                        | Kết quả   |
| ---- | ---------------- | -------------------------------------------------- | --------- |
| 2004 | "Numb"           | Lựa chọn của Khán giả: Nhóm nhạc Quốc tế Yêu thích | Đoạt giải |
| 2008 | "Bleed It Out"   | Video Nhóm nhạc Quốc tế Xuất sắc nhất              | Đoạt giải |

## Giải thưởng Nhạc Dance Quốc tế
Giải thưởng Nhạc Dance Quốc tế là lễ trao giải thường niên do Hội nghị Âm nhạc Mùa đông tổ chức nhằm ghi nhận thành tích của các nghệ sĩ nhạc dance, nhà sản xuất, DJ, đài phát thanh và hãng thu âm. Linkin Park đã nhận được 3 đề cử.
| Năm  | Đề cử / Tác phẩm                     | Giải thưởng                                  | Kết quả |
| ---- | ------------------------------------ | -------------------------------------------- | ------- |
| 2005 | "Numb/Encore" (chia giải cùng Jay-Z) | Bài hát Dance Alternative/Rock Xuất sắc nhất | Đề cử   |
| 2011 | "The Catalyst" (remix)               | Bài hát Dance Alternative/Rock Xuất sắc nhất | Đề cử   |
| 2014 | "A Light That Never Comes"           | Bài hát Dance Alternative/Rock Xuất sắc nhất | Đề cử   |

## Giải thưởng NME
Giải NME là một chương trình trao giải âm nhạc thường niên tại Vương quốc Anh, do tạp chí âm nhạc NME thành lập.
| Năm  | Đề cử / Tác phẩm                                                       | Giải thưởng                 | Kết quả |
| ---- | ---------------------------------------------------------------------- | --------------------------- | ------- |
| 2018 | Linkin Park and Friends: Celebrate Life in Honor of Chester Bennington | Khoảnh khắc Âm nhạc của Năm | Đề cử   |

## Giải thưởng People's Choice
Giải thưởng People's Choice (Sự lựa chọn của Khán giả) là một chương trình trao giải thường niên về văn hóa nhạc Pop trên Phim ảnh, Truyền hình và Âm nhạc. Linkin Park đã nhận được 4 đề cử.
| Năm  | Đề cử / Tác phẩm | Giải thưởng                                         | Kết quả |
| ---- | ---------------- | --------------------------------------------------- | ------- |
| 2008 | "What I've Done" | Bài hát Nhạc nền Yêu thích: Transformers: The Album | Đề cử   |
| 2011 | Linkin Park      | Ban nhạc Rock Yêu thích                             | Đề cử   |
| 2012 | Linkin Park      | Ban nhạc Yêu thích                                  | Đề cử   |
| 2013 | Linkin Park      | Ban nhạc Yêu thích                                  | Đề cử   |

## Giải thưởng Âm nhạc Radio
Giải Âm nhạc Radio là một chương trình trao giải thường niên tôn vinh những bản nhạc hay nhất trên radio. Linkin Park đã nhận được 2 giải thưởng từ 3 đề cử.
| Năm  | Đề cử / Tác phẩm | Giải thưởng                                            | Kết quả   |
| ---- | ---------------- | ------------------------------------------------------ | --------- |
| 2004 | Linkin Park      | Nghệ sĩ của Năm: Radio Rock                            | Đoạt giải |
| 2004 | "Numb"           | Ca khúc của Năm: Radio Rock Alternative                | Đoạt giải |
| 2005 | Linkin Park      | Nghệ sĩ của Năm/ Radio Alternative Rock và Active Rock | Đề cử     |

## Giải thưởng Kerrang!
Giải thưởng Kerrang! là lễ trao giải thường niên được tổ chức bởi Kerrang!, một tạp chí nhạc rock của Anh. Linkin Park đã nhận được 3 giải thưởng từ 8 đề cử.
| Năm  | Đề cử / Tác phẩm     | Giải thưởng                           | Kết quả   |
| ---- | -------------------- | ------------------------------------- | --------- |
| 2001 | Linkin Park          | Nghệ sĩ Quốc tế Mới đến Xuất sắc nhất | Đoạt giải |
| 2001 | Linkin Park          | Ban nhạc Xuất sắc nhất Thế giới       | Đề cử     |
| 2001 | "Crawling"           | Đĩa đơn Xuất sắc nhất                 | Đề cử     |
| 2003 | Linkin Park          | Nghệ sĩ Quốc tế Xuất sắc nhất         | Đoạt giải |
| 2003 | "Faint"              | Đĩa đơn Xuất sắc nhất                 | Đề cử     |
| 2004 | "Breaking the Habit" | Đĩa đơn Xuất sắc nhất                 | Đề cử     |
| 2007 | "What I've Done"     | Video Xuất sắc nhất                   | Đề cử     |
| 2009 | Linkin Park          | Giải thưởng Nhà soạn nhạc Cổ điển     | Đoạt giải |

## Giải thưởng Planeta
Giải thưởng Planeta là một lễ trao giải thường niên của Peru do Đài Planeta thành lập. Linkin Park đã nhận được 2 giải thưởng từ 6 đề cử.
| Năm  | Đề cử / Tác phẩm | Giải thưởng                                                            | Kết quả   |
| ---- | ---------------- | ---------------------------------------------------------------------- | --------- |
| 2007 | Linkin Park      | Nhóm nhạc của Năm                                                      | Đoạt giải |
| 2007 | Linkin Park      | Nghệ sĩ Rock của Năm                                                   | Đề cử     |
| 2007 | "What I've Done" | The Megaplaneta of the Year                                            | Đề cử     |
| 2007 | "What I've Done" | Ca khúc Rock của Năm                                                   | Đề cử     |
| 2007 | "Bleed It Out"   | Ca khúc Rock của Năm                                                   | Đề cử     |
| 2007 | "Bleed It Out"   | Trình diễn Giọng Nam Xuất sắc nhất (Chester Bennington / Mike Shinoda) | Đoạt giải |

## Giải thưởng Spike TV

### Giải thưởng Spike Guys' Choice
Giải thưởng Spike Guys' Choice là một chương trình trao giải của kênh truyền hình cáp Spike thuộc Viacom và được tổ chức từ 2007.  Nó được tạo ra theo khuôn mẫu Giải thưởng MTV Phim ảnh của Viacom. Người thắng cuộc được chọn ra bởi số phiếu của người hâm mộ và khán giả kênh. Linkin Park đã nhận 1 giải từ 1 đề cử.
| Năm  | Đề cử / Tác phẩm | Giải thưởng    | Kết quả   |
| ---- | ---------------- | -------------- | --------- |
| 2008 | Linkin Park      | Ballsiest Band | Đoạt giải |

### Giải thưởng Trò chơi Điện tử Spike
Giải Trò chơi Điện tử Spike (VGA) là một chương trình giải thưởng hàng năm do Spike TV tổ chức nhằm công nhận trò chơi máy tính và trò chơi điện tử hay nhất trong năm. Linkin Park đã nhận được một đề cử.
| Năm  | Đề cử / Tác phẩm  | Giải thưởng                                                 | Kết quả |
| ---- | ----------------- | ----------------------------------------------------------- | ------- |
| 2012 | "Castle of Glass" | Ca khúc Trò chơi Xuất sắc nhất (Medal of Honor: Warfighter) | Đề cử   |

## Giải thưởng Thể thao Hành động & Âm nhạc ESPN
Giải thưởng Thể thao Hành động và Âm nhạc ESPN là một lễ trao giải tôn vinh những vận động viên mạo hiểm cũng như âm nhạc được dùng để kích thích họ. Linkin Park đã nhận được giải thưởng vào năm 2001.
| Năm  | Đề cử / Tác phẩm | Giải thưởng                                  | Kết quả   |
| ---- | ---------------- | -------------------------------------------- | --------- |
| 2001 | Linkin Park      | Nghệ sĩ Âm nhạc của Năm (Lái mô tô địa hình) | Đoạt giải |

## Giải thưởng TMF
Giải thưởng TMF là một chương trình trao giải truyền hình thường niên được phát sóng trực tiếp trên TMF (The Music Factory) ở Bỉ, Hà Lan và Anh, Linkin Park đã nhận được 2 đề cử vào năm 2007.
| Năm  | Đề cử / Tác phẩm    | Giải thưởng                | Kết quả |
| ---- | ------------------- | -------------------------- | ------- |
| 2007 | Linkin Park         | Nghệ sĩ Rock Xuất sắc nhất | Đề cử   |
| 2007 | Minutes To Midnight | Album Xuất sắc nhất        | Đề cử   |

## Giải thưởng Âm nhạc NRJ
Giải thưởng Âm nhạc NRJ là lễ trao giải thường niên được tổ chức tại Cannes, Pháp dành cho các nhạc sĩ nổi tiếng theo nhiều hạng mục. Linkin Park đã nhận được 1 đề cử.
| Năm  | Đề cử / Tác phẩm | Giải thưởng                       | Kết quả |
| ---- | ---------------- | --------------------------------- | ------- |
| 2008 | Linkin Park      | Nhóm nhạc/Song ca Quốc tế của Năm | Đề cử   |

## Giải thưởng Scream
Giải thưởng Scream là giải thưởng dành riêng cho thể loại phim truyện kinh dị, khoa học viễn tưởng và giả tưởng.
| Năm  | Đề cử / Tác phẩm | Giải thưởng             | Kết quả   |
| ---- | ---------------- | ----------------------- | --------- |
| 2009 | "New Divide"     | Scream Song Of The Year | Đoạt giải |

## Giải thưởng Âm nhạc Thế giới
Giải thưởng Âm nhạc Thế giới vinh danh những nghệ sĩ thu âm dựa trên doanh số bán toàn thế giới được cung cấp bởi Liên đoàn Công nghiệp thu âm quốc tế. Linkin Park đã nhận 3 giải thưởng từ 11 đề cử.
| Năm  | Đề cử / Tác phẩm           | Giải thưởng                                 | Kết quả   |
| ---- | -------------------------- | ------------------------------------------- | --------- |
| 2002 | Linkin Park                | Nhóm nhạc Rock Bán chạy nhất Thế giới       | Đoạt giải |
| 2003 | Linkin Park                | Nhóm nhạc Rock Bán chạy nhất Thế giới       | Đoạt giải |
| 2007 | Linkin Park                | Nhóm nhạc Rock Bán chạy nhất Thế giới       | Đoạt giải |
| 2014 | Linkin Park                | Nhóm nhạc Xuất sắc nhất Thế giới            | Đề cử     |
| 2014 | Linkin Park                | Trình diễn Trực tiếp Xuất sắc nhất Thế giới | Đề cử     |
| 2014 | Living Things              | Album Xuất sắc nhất Thế giới                | Đề cử     |
| 2014 | Recharged                  | Album Xuất sắc nhất Thế giới                | Đề cử     |
| 2014 | "Burn It Down"             | Bài hát Xuất sắc nhất Thế giới              | Đề cử     |
| 2014 | "A Light That Never Comes" | Bài hát Xuất sắc nhất Thế giới              | Đề cử     |
| 2014 | "Burn It Down"             | Video Xuất sắc nhất Thế giới                | Đề cử     |
| 2014 | "A Light That Never Comes" | Video Xuất sắc nhất Thế giới                | Đề cử     |

## Giải thưởng Teen Choice
Giải Teen Choice là một chương trình trao giải thường niên được phát sóng lần đầu tiên vào năm 1999 bởi Fox Broadcasting Company. Linkin Park đã nhận được 13 đề cử.
| Năm  | Đề cử / Tác phẩm      | Giải thưởng              | Kết quả   |
| ---- | --------------------- | ------------------------ | --------- |
| 2001 | "One Step Closer"     | Bài hát Rock Được chọn   | Đề cử     |
| 2002 | Hybrid Theory         | Album Được chọn          | Đề cử     |
| 2004 | "Somewhere I Belong"  | Bài hát Rock Được chọn   | Đề cử     |
| 2005 | "Numb/Encore"         | Hợp tác Được chọn        | Đề cử     |
| 2007 | Linkin Park           | Nhóm nhạc Rock Được chọn | Đề cử     |
| 2007 | "What I've Done"      | Bài hát Rock Được chọn   | Đề cử     |
| 2008 | Linkin Park           | Nhóm nhạc Rock Được chọn | Đoạt giải |
| 2008 | "Shadow of the Day"   | Bài hát Rock Được chọn   | Đề cử     |
| 2009 | Linkin Park           | Nhóm nhạc Rock Được chọn | Đề cử     |
| 2011 | Linkin Park           | Ban nhạc Rock Được chọn  | Đề cử     |
| 2011 | "Waiting for the End" | Bài hát Rock Được chọn   | Đề cử     |
| 2012 | Linkin Park           | Nhóm nhạc Rock Được chọn | Đề cử     |
| 2017 | Linkin Park           | Nghệ sĩ Rock Được chọn   | Đề cử     |
| 2017 | "Heavy"               | Bài hát Rock Được chọn   | Đề cử     |

## Giải thưởng Rockbjörnen
Rockbjörnen là một giải thưởng âm nhạc ở Thụy Điển, được chia thành nhiều nhóm, và được trao giải thường niên bởi tờ báo Aftonbladet. Linkin Park đã nhận 2 giải thưởng từ 2 đề cử.
| Năm  | Đề cử / Tác phẩm | Giải thưởng                  | Kết quả   |
| ---- | ---------------- | ---------------------------- | --------- |
| 2001 | Hybrid Theory    | Album nước ngoài của năm     | Đoạt giải |
| 2001 | Linkin Park      | Nhóm nhạc nước ngoài của năm | Đoạt giải |

## Giải thưởng BRIT
Giải BRIT là giải thưởng nhạc pop hàng năm của tổ chức Công nghiệp ghi âm Anh. Linkin Park đã nhận được 1 đề cử.
| Năm  | Đề cử / Tác phẩm | Giải thưởng                           | Kết quả |
| ---- | ---------------- | ------------------------------------- | ------- |
| 2002 | Linkin Park      | Nghệ sĩ Quốc tế Mới đến Xuất sắc nhất | Đề cử   |

## Giải thưởng Xbox Entertainment
| Năm  | Đề cử / Tác phẩm | Giải thưởng           | Kết quả |
| ---- | ---------------- | --------------------- | ------- |
| 2013 | Linkin Park      | Nghệ sĩ Xuất sắc nhất | Đề cử   |

## Giải thưởng Bản Hit Âm nhạc Thụy Điển
| Năm  | Đề cử / Tác phẩm | Giải thưởng                           | Kết quả   |
| ---- | ---------------- | ------------------------------------- | --------- |
| 2002 | Linkin Park      | Nghệ sĩ Rock Nước ngoài Xuất sắc nhất | Đoạt giải |

## Giải thưởng Emma
| Năm  | Đề cử / Tác phẩm | Giải thưởng                              | Kết quả   |
| ---- | ---------------- | ---------------------------------------- | --------- |
| 2001 | Linkin Park      | Nghệ sĩ Nước ngoài Xuất sắc nhất của Năm | Đoạt giải |

## Giải thưởng Âm nhạc Châu Á Mnet
Giải thưởng Âm nhạc Châu Á Mnet, hay còn được viết tắt là MAMA, là một giải thưởng do Mnet tổ chức hàng năm nhằm ghi nhận các nghệ sĩ Hàn Quốc cũng như các nghệ sĩ nước ngoài có ảnh hưởng trong ngành công nghiệp âm nhạc Hàn Quốc.
| Năm  | Đề cử / Tác phẩm      | Giải thưởng                   | Kết quả   |
| ---- | --------------------- | ----------------------------- | --------- |
| 2002 | "Points of Authority" | Nghệ sĩ Quốc tế Xuất sắc nhất | Đề cử     |
| 2003 | "Somewhere I Belong"  | Nghệ sĩ Quốc tế Xuất sắc nhất | Đoạt giải |

## Giải thưởng Doanh số Âm nhạc Hàng đầu Hồng Kông IFPI
| Năm  | Đề cử / Tác phẩm             | Giải thưởng                           | Kết quả   |
| ---- | ---------------------------- | ------------------------------------- | --------- |
| 2003 | Meteora                      | Top 10 Album Nước ngoài Bán chạy nhất | Đoạt giải |
| 2005 | Collision Course (với Jay-Z) | Top 10 Album Nước ngoài Bán chạy nhất | Đoạt giải |
| 2007 | Minutes to Midnight          | Top 10 Album Nước ngoài Bán chạy nhất | Đoạt giải |

## Giải thưởng Âm nhạc Loudwire
Giải thưởng Âm nhạc Loudwire được trao cho những thành tựu xuất sắc trong thể loại nhạc rock. Linkin Park đã nhận 2 giải thưởng từ 3 đề cử
| Năm  | Đề cử / Tác phẩm   | Giải thưởng                  | Kết quả   |
| ---- | ------------------ | ---------------------------- | --------- |
| 2015 | The Hunting Party  | Album Rock của Năm           | Đề cử     |
| 2015 | Rebellion          | Bài hát Rock của Năm         | Đề cử     |
| 2015 | Linkin Park        | Ban nhạc Rock của Năm        | Đoạt giải |
| 2015 | Linkin Park        | Trình diễn Trực tiếp của Năm | Đoạt giải |
| 2015 | Linkin Park        | Người hâm mộ Cống hiến nhất  | Đề cử     |
| 2015 | Chester Bennington | Ca sĩ Xuất sắc nhất          | Đề cử     |
| 2015 | Brad Delson        | Tay guitar Xuất sắc nhất     | Đề cử     |
| 2017 | Chester Bennington | Ca sĩ Xuất sắc nhất          | Đoạt giải |

## Bảng xếp hạng Thập kỷ của Billboard
Linkin Park đã xuất hiện trên một số Bảng xếp hạng thập kỷ của Billboard (Billboard Decade-End). Linkin Park được xếp hạng 19 trong 100 nghệ sĩ xuất sắc nhất thập kỷ của Billboard. Điều này đã biến Linkin Park trở thành nhóm nhạc có thành tích tốt thứ 5 và nghệ sĩ nhạc rock có thành tích tốt thứ 3 (sau Nickelback và Creed). Linkin Park kết thúc thập kỷ với tư cách nghệ sĩ bán chạy thứ 3 (sau Eminem và Britney Spears).
Ban nhạc đứng đầu thập kỷ với danh hiệu Nghệ sĩ nhạc rock chính dòng hàng đầu và Nghệ sĩ nhạc rock hiện đại hàng đầu, biến họ trở thành nhóm nhạc rock thành công nhất trong thập kỷ khi tích lũy được hơn 13 bản hit vị trí số 1 và tổng cộng 84 tuần đứng đầu cả 2 bảng xếp hạng. Linkin Park đạt được 8 Ca khúc Rock Chính dòng của Thập kỷ và 4 Ca khúc Rock Hiện đại của thập kỷ (nhiều hơn bất kỳ nghệ sĩ nào khác). Ban nhạc là nghệ sĩ có thành tích tốt thứ 5 trên Billboard 200 trong thập kỷ này với 3 album vị trí số 1 (5 album trong Top 5), trở thành nhóm nhạc và nghệ sĩ rock xuất sắc nhất của thập kỷ trên bảng xếp hạng. Ban nhạc đã đạt được 3 album trên bảng xếp hạng Top Billboard 200 trong thập kỷ này (Collision Course, Meteora, Minutes To Midnight).
| Năm  | Nhạc phẩm Xếp hạng   | Bảng xếp hạng Thập kỷ           | Thứ hạng |  |
| ---- | -------------------- | ------------------------------- | -------- |  |
| 2009 | Linkin Park          | Billboard Artists of the Decade | (#19)    |  |
| 2009 | Linkin Park          | Hot 100 Artists                 | (#56)    |  |
| 2009 | Linkin Park          | Billboard 200 Album Artists     | (#5)     |  |
| 2009 | Hybrid Theory        | Billboard 200 Albums            | (#11)    |  |
| 2009 | Meteora              | Billboard 200 Albums            | (#36)    |  |
| 2009 | Minutes To Midnight  | Billboard 200 Albums            | (#154)   |  |
| 2009 | Linkin Park          | Radio Songs Artists             | (#50)    |  |
| 2009 | "In the End"         | Radio Songs                     | (#65)    |  |
| 2009 | Linkin Park          | Hot Digital Songs Artists       | (#36)    |  |
| 2009 | "What I've Done"     | Hot Digital Songs               | (#95)    |  |
| 2009 | "In the End"         | Pop Songs                       | (#36)    |  |
| 2009 | Linkin Park          | Rock Songs Artists              | (#1)     |  |
| 2009 | "In the End"         | Rock Songs                      | (#2)     |  |
| 2009 | "Faint"              | Rock Songs                      | (#13)    |  |
| 2009 | "Numb"               | Rock Songs                      | (#22)    |  |
| 2009 | "Somewhere I Belong" | Rock Songs                      | (#33)    |  |
| 2009 | "One Step Closer"    | Rock Songs                      | (#43)    |  |
| 2009 | "Crawling"           | Rock Songs                      | (#45)    |  |
| 2009 | "What I've Done"     | Rock Songs                      | (#77)    |  |
| 2009 | "Breaking the Habit" | Rock Songs                      | (#84)    |  |
| 2009 | Linkin Park          | Alternative Songs Artists       | (#1)     |  |
| 2009 | "In the End"         | Alternative Songs               | (#2)     |  |
| 2009 | "Faint"              | Alternative Songs               | (#8)     |  |
| 2009 | "Numb"               | Alternative Songs               | (#15)    |  |
| 2009 | "Somewhere I Belong" | Alternative Songs               | (#24)    |  |